# Frequenamia chapadensis
Frequenamia chapadensis är en insektsart som beskrevs av Rauno E. Linnavuori 1959. Frequenamia chapadensis ingår i släktet Frequenamia och familjen dvärgstritar. Inga underarter finns listade i Catalogue of Life.